# 사이조촌 (도야마현)
사이조촌(西条村)은 도야마현 이미즈군에 있던 촌이다. 현재의 다카오카시에 해당한다.

## 역사
- 1889년 4월 1일 - 정촌제 시행에 의해 이미즈군 사이조촌이 성립하였다.
- 1928년 6월 1일 - 요코타촌이 다카오카시에 편입되었다.

## 참고문헌
- 『市町村名変遷辞典』東京堂出版、1990年。